# Matti Kassila
Matti Uolevi Kassila, född 12 januari 1924 i Keuru, Finland, död 14 december 2018 i Vanda, var en finländsk regissör, manusförfattare, skådespelare och filmproducent. 

## Regi i urval
- 1949 – Glada takter på bondvischan
- 1951 – Radion gör inbrott
- 1954 –  En vecka av kärlek
- 1954 –  Hilmadagen
- 1955 –  Pastori Jussilainen
- 1956 – Skördemånad (Elokuu)
- 1973 –  Severi i full fart
- 1984 – Niskavuori

## Filmmanus i urval
- 1954 – Hilmadagen
- 1962 – Stjärnorna, kommissarie Palmu, stjärnorna...
- 1968 – Här under polstjärnan
- 1969 – Vodka, kommissarie Palmu
- 1971 – I Adams kläder och lite i Evas
- 1973 – Severi i full fart
- 1987 – Goodbye, Mr. President

## Filmografi roller i urval
- 1947 – Maaret – fjällens dotter
- 1955 – Pastori Jussilainen
- 1957 – Nutidsungdom
- 1968 –  Här under polstjärnan
- 1979 – Natalia

## Producent
- 1959 – Lasisydän
- 1963 – Stridspatrull
- 1979 – Natalia